# Trzin
Trzin este o localitate din Slovenia.